# Regeringen Andræ
Regeringen Andræ var Danmarks regering 18. oktober 1856 – 13. maj 1857.
Ændringer: 17. april 1857
Den bestod af følgende ministre:
- Konseilspræsident og Finansminister: C.C.G. Andræ
- Udenrigsminister:

L.N. Scheele til 17. april 1857, derefter
O.W. Michelsen
- Indenrigsminister: A.F. Krieger
- Justitsminister: C.F. Simony
- Minister for Kirke- og Undervisningsvæsenet: C.C. Hall
- Krigsminister: C.C. Lundbye
- Marineminister: O.W. Michelsen
- Minister for Monarkiets fælles indre anliggender: I.J. Unsgaard
- Minister for Slesvig: F.H. Wolfhagen
- Minister for Holsten og Lauenborg:

L.N. Scheele til 17. april 1857, derefter
C.C. Lundbye